# Rolex

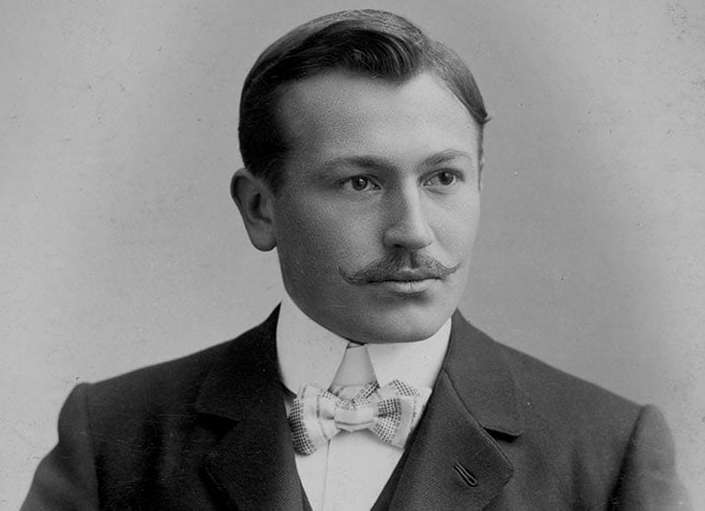
Hans Wilsdorf (1881–1960) gründete 1905 den heutigen Uhrenkonzern Rolex.

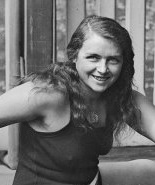
Beim Versuch, den Ärmelkanal zu durchqueren, trug Mercedes Gleitze 1927 eine Rolex Oyster.

Rolex Prince (ca. 1929)

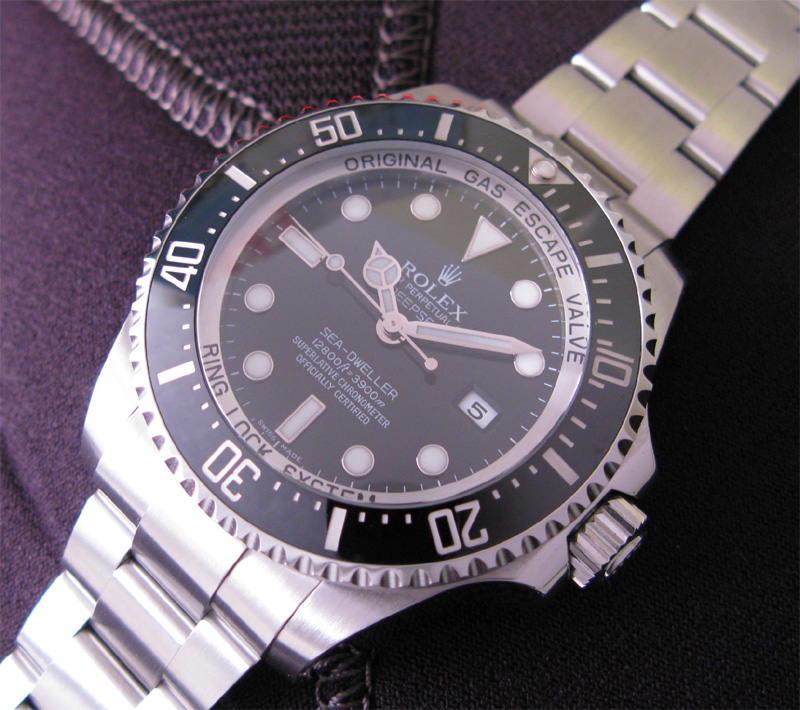
Rolex Sea-Dweller Deepsea mit einer Wasserdichtigkeit bis 3'900 Meter (2008)

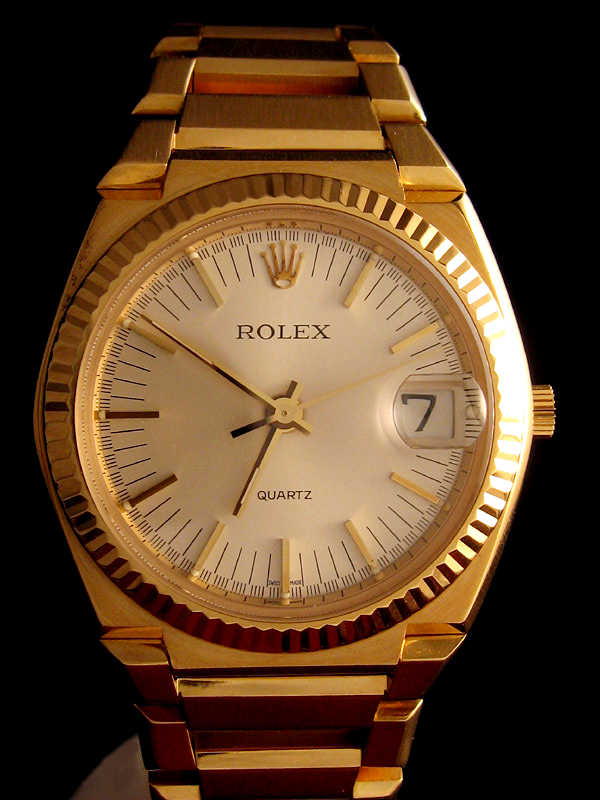
Rolex Quartz Date – limitierte Rolex-Serie mit Quarzwerk (1971)

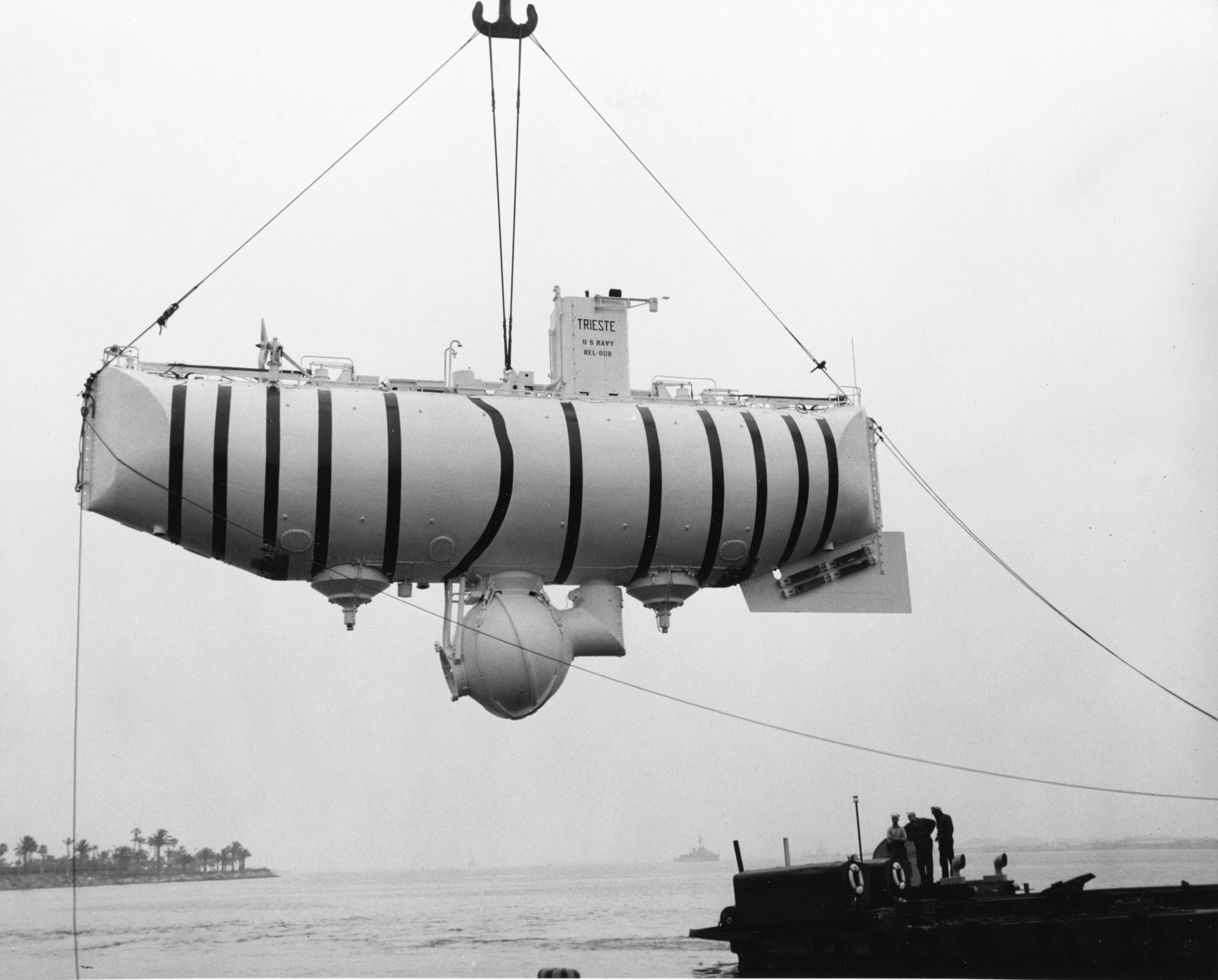
Im U-Boot Trieste hat Rolex 1953 einen Uhrentest durchgeführt

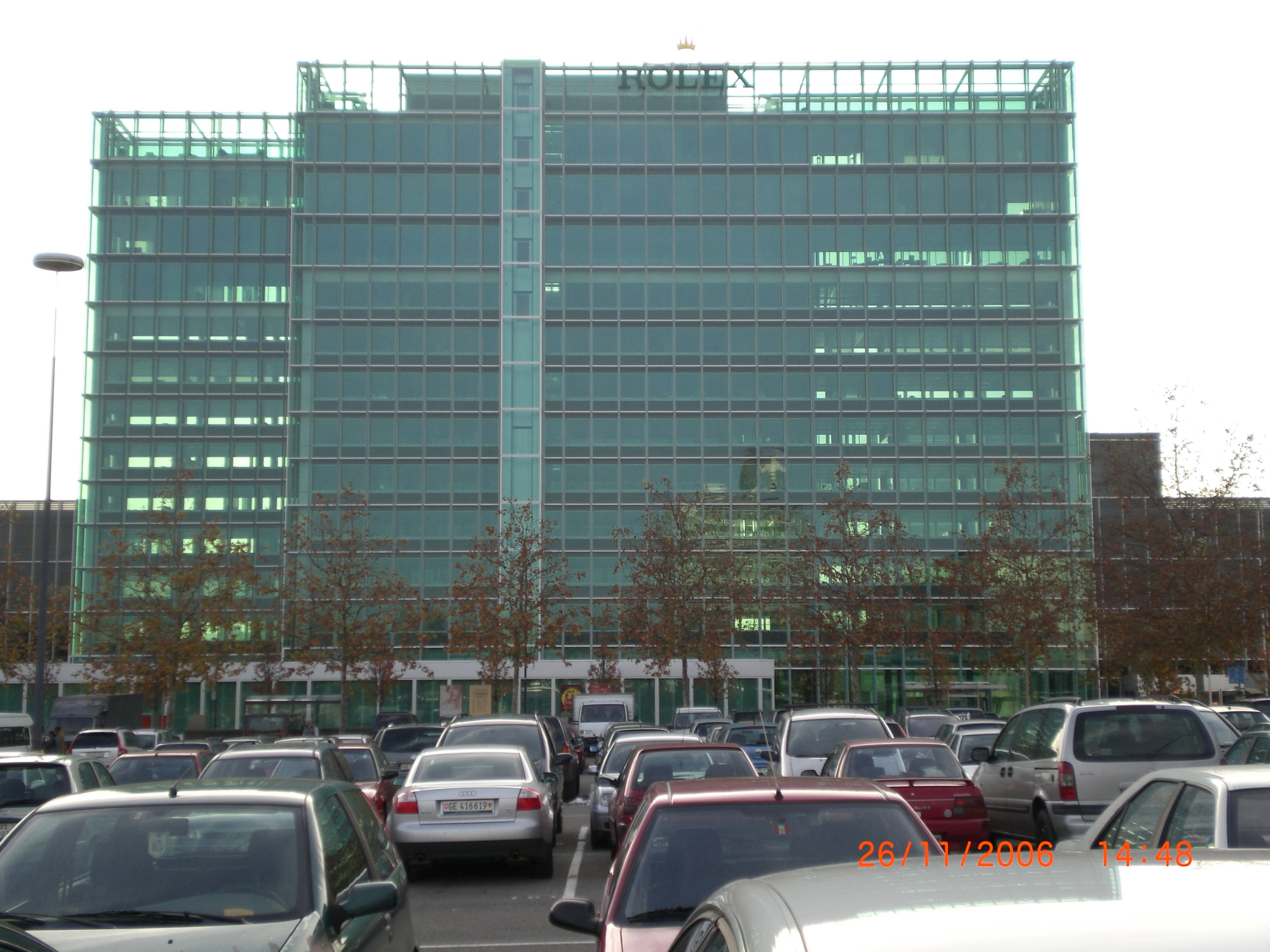
Rolex-Konzernzentrale in Genf (2006)

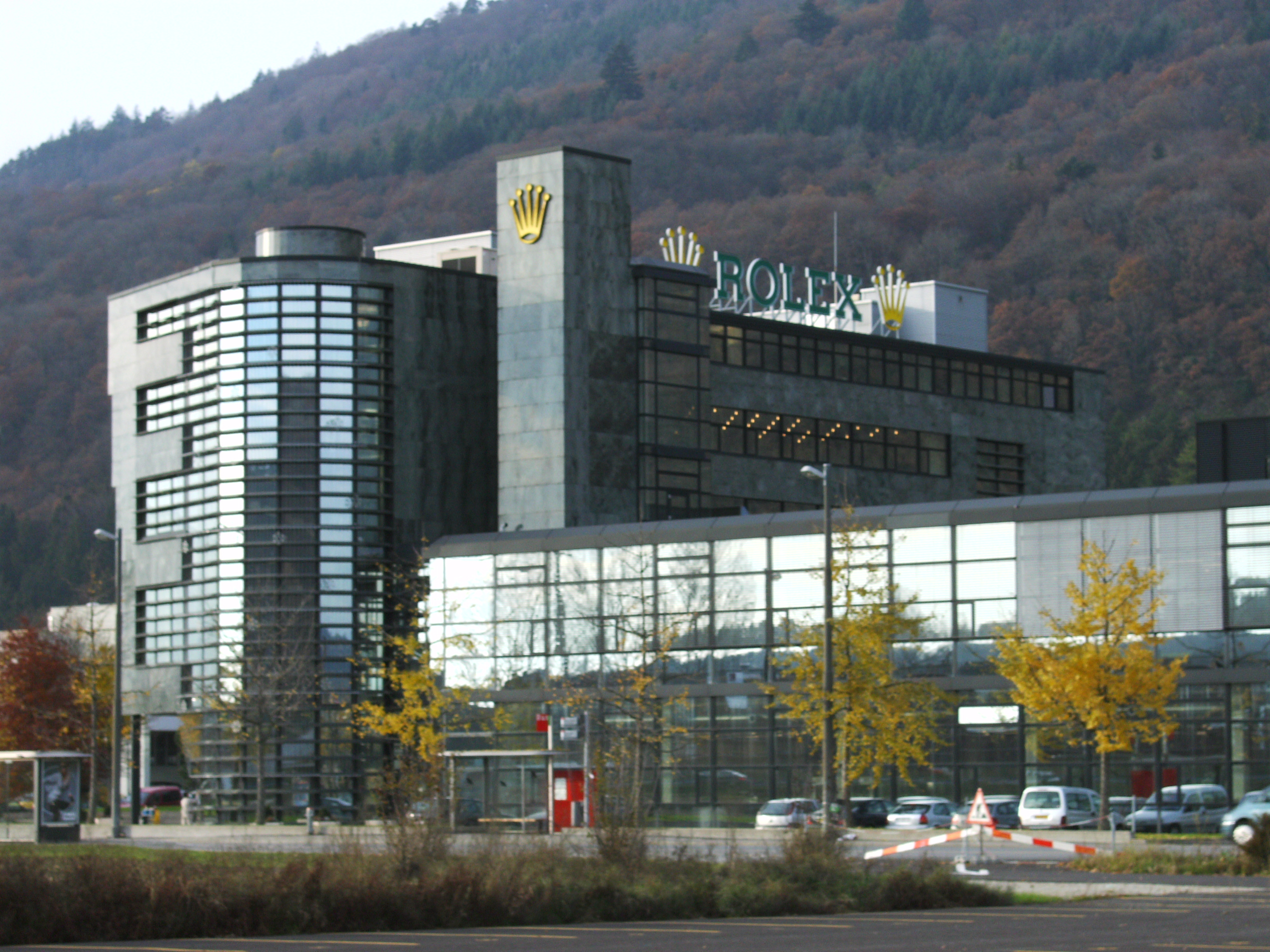
Rolex-Produktionswerk in Biel/Bienne (2006)

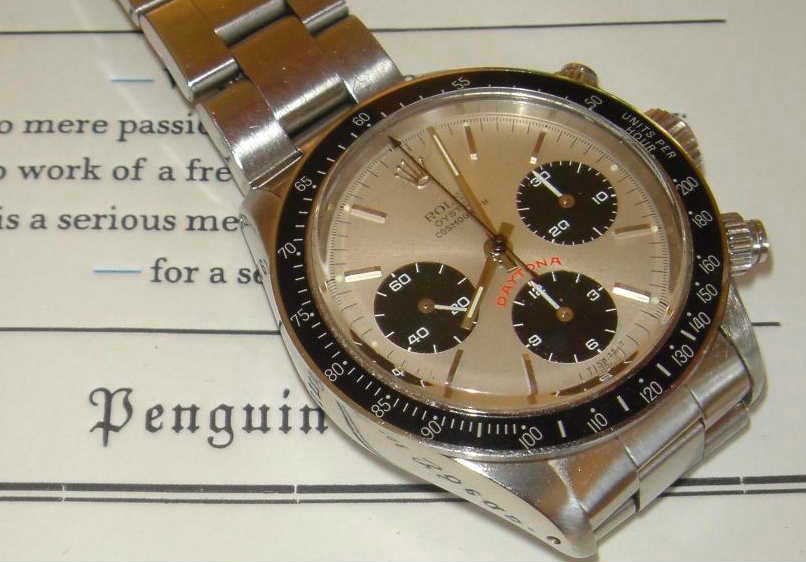
Stahl-Daytona (2007)

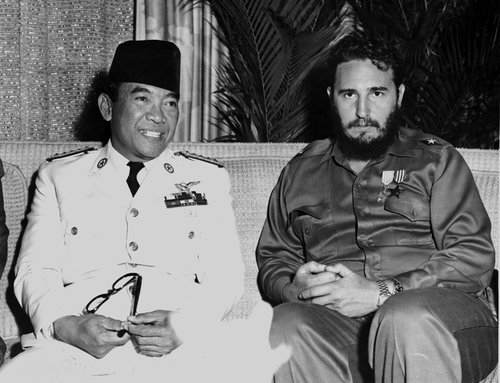
Fidel Castro mit einer Rolex Day-Date (1960)

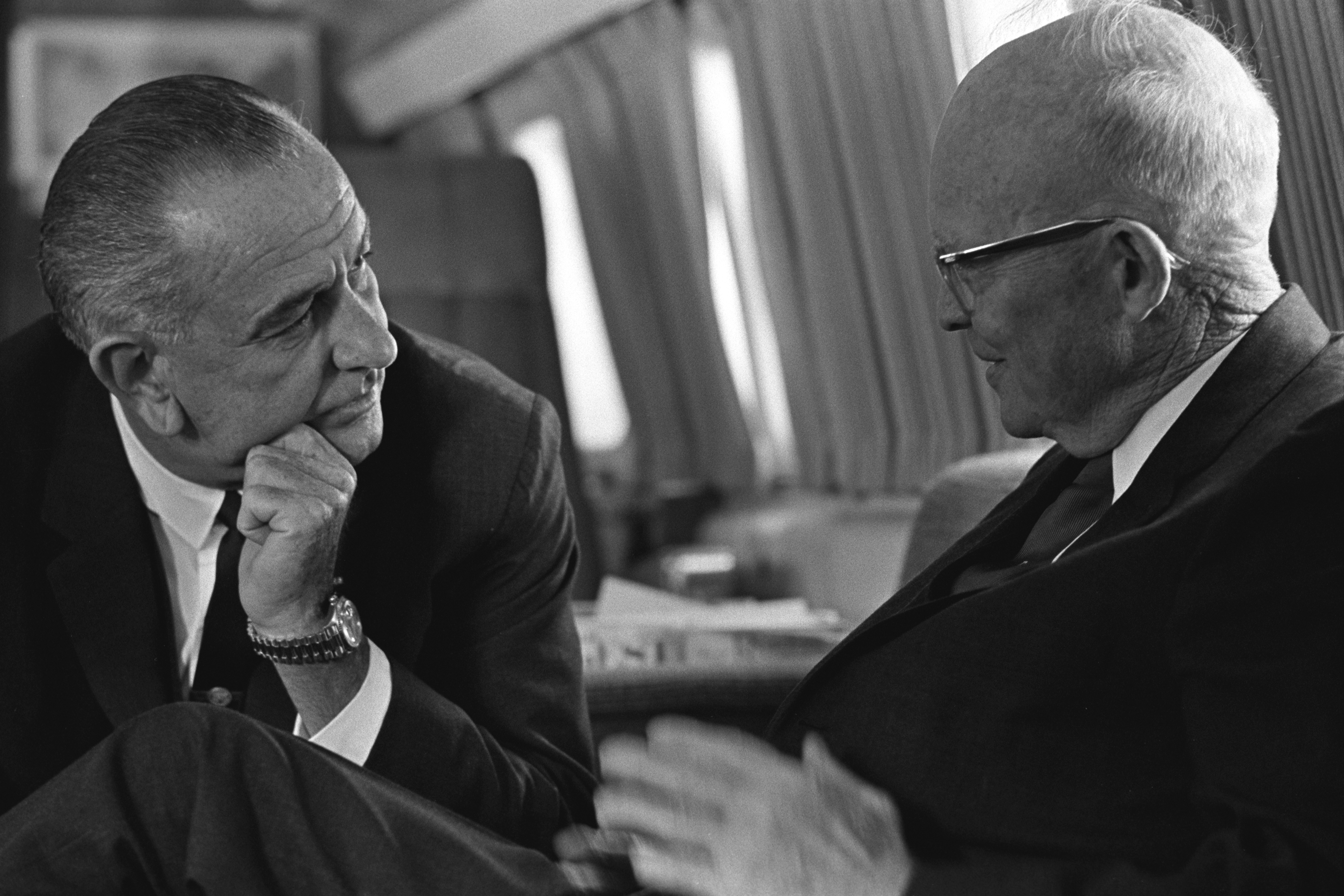
Lyndon B. Johnson mit einer Day-Date (1965)

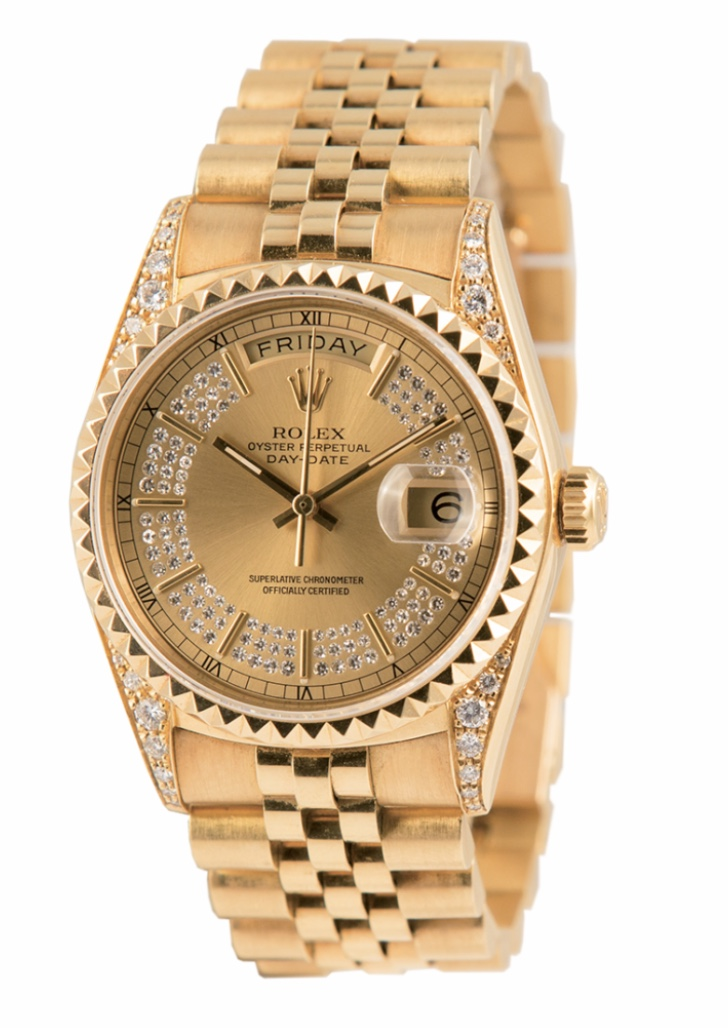
Eine Rolex Day-Date in 18 Karat Gold mit Diamanten

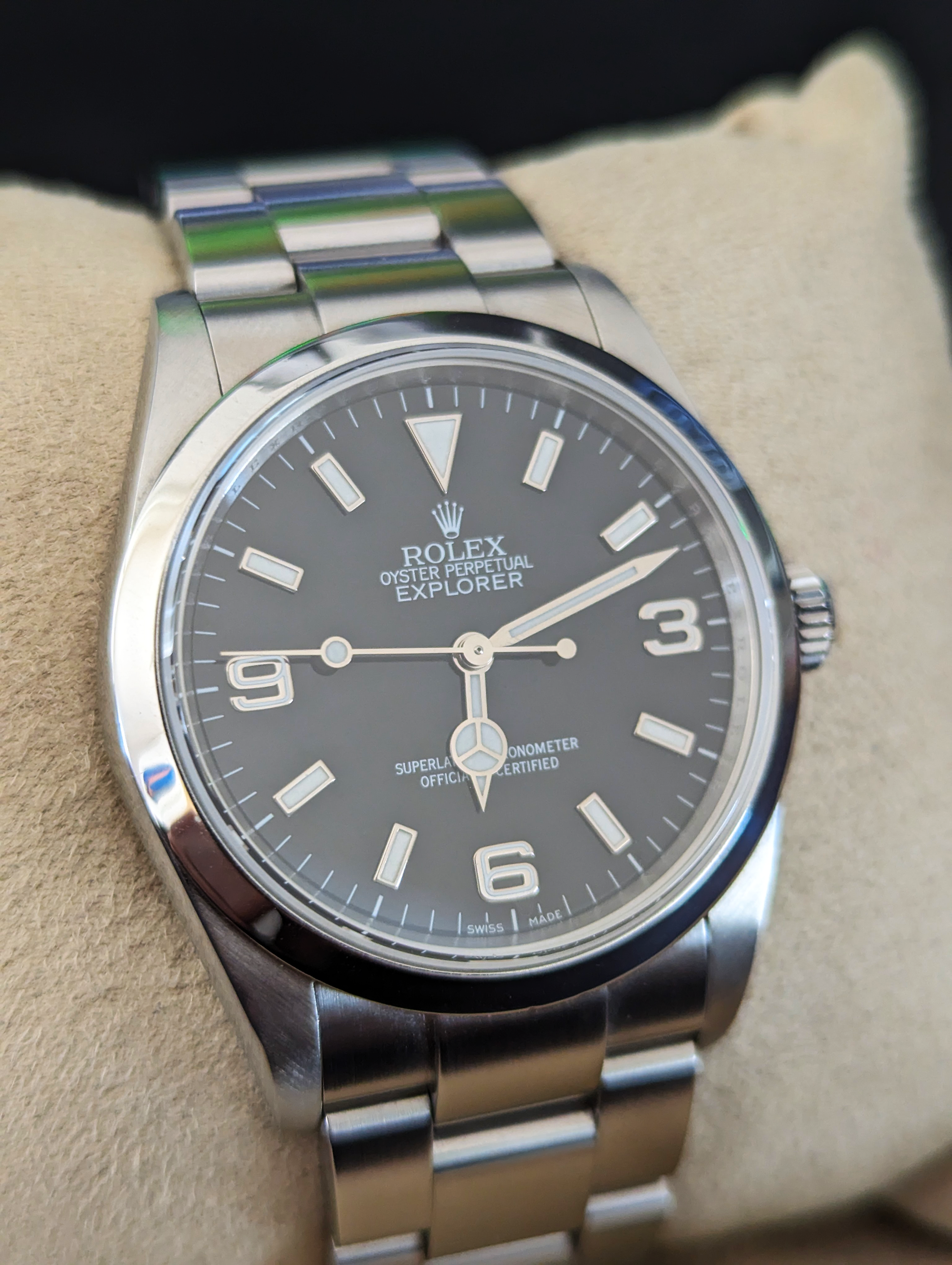
Rolex Explorer I

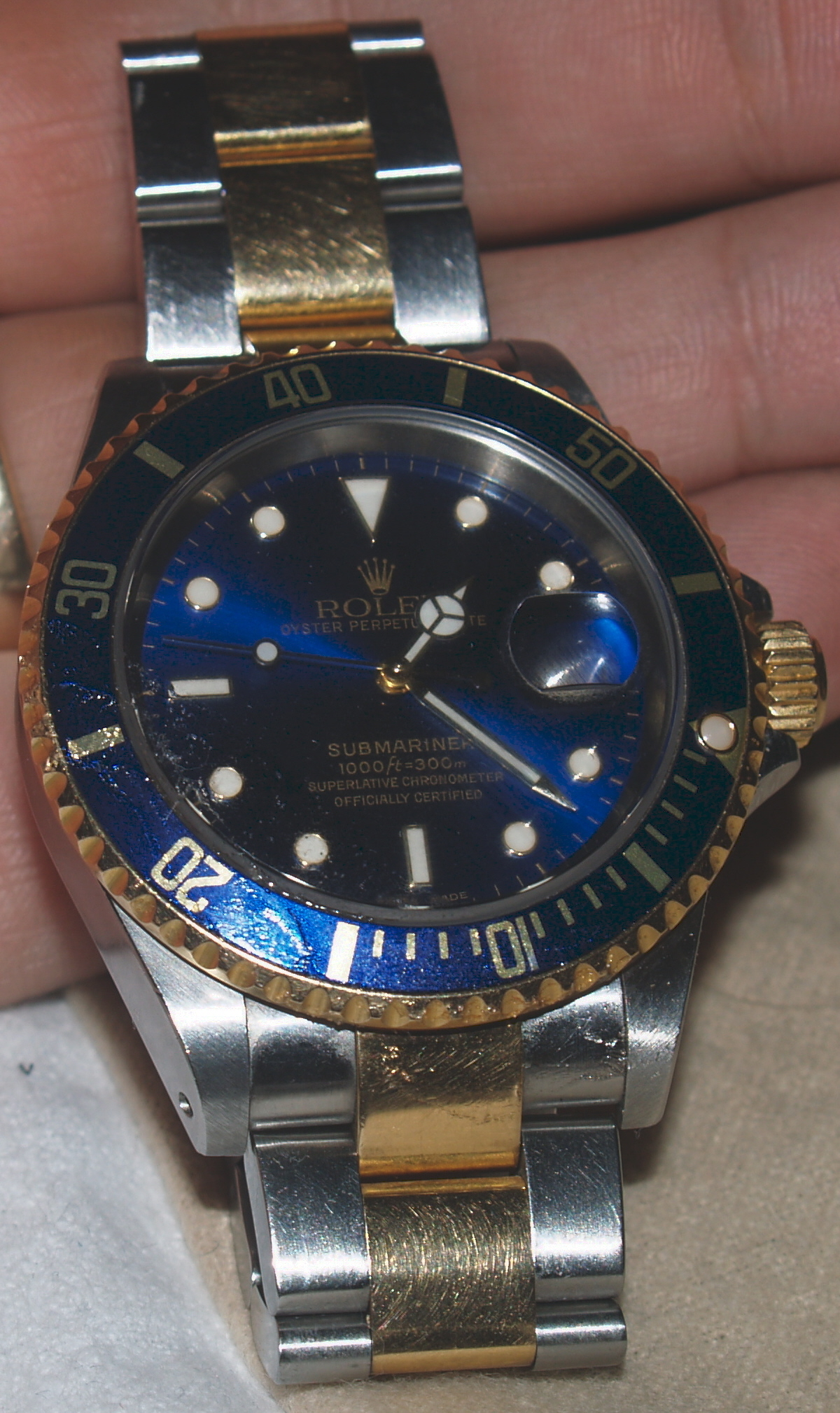
Rolex Submariner (2008)

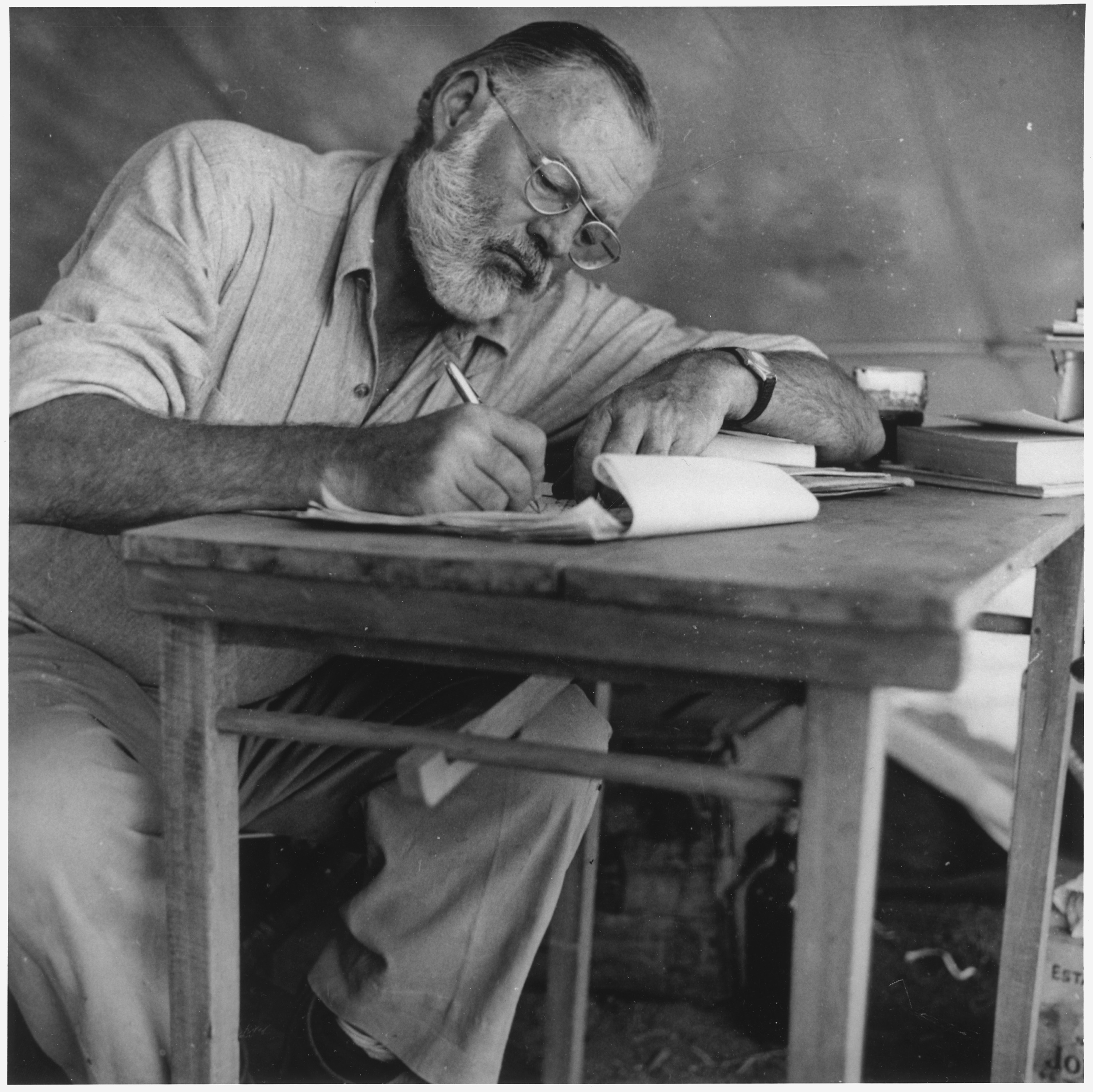
Ernest Hemingway mit einer Oyster Perpetual (1953)

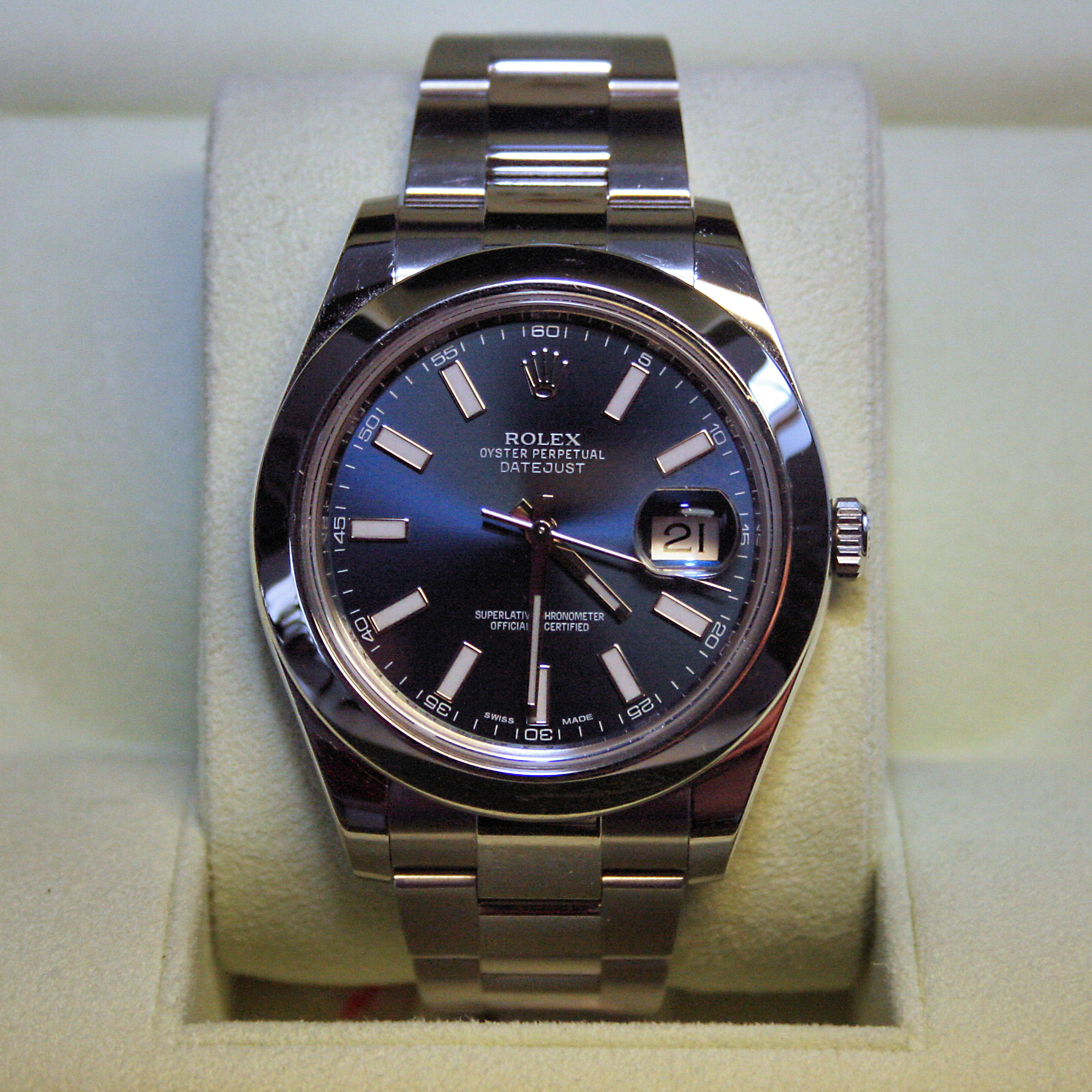
Datejust II (2013)

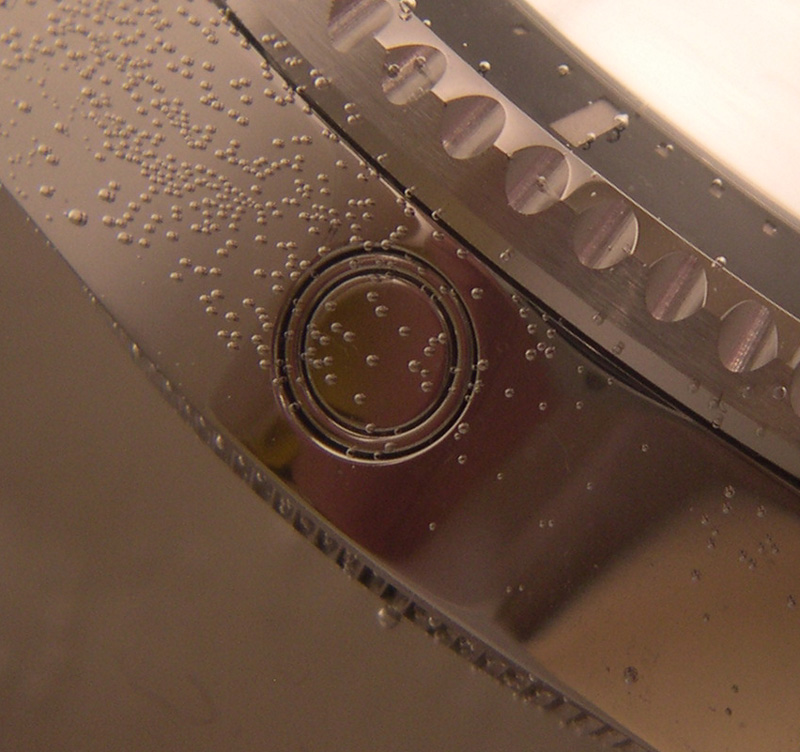
Heliumventil bei der Rolex Sea-Dweller (2009)

Die Rolex SA (Eigenschreibweise ROLEX) ist eine unabhängige Uhrenmanufaktur mit Hauptsitz in Genf (Schweiz). Die Schweizer Manufaktur stellt mechanische Armbanduhren im Luxussegment her und wird (wie die Zweitmarke Tudor) zu 100 Prozent von der Hans Wilsdorf Stiftung kontrolliert. Rolex ist sehr wahrscheinlich die bekannteste Uhrenmarke der Welt. Der heutige Uhrenkonzern entstand 2004 aus dem Zusammenschluss der 1913 in Biel (Schweiz) gegründeten Manufacture des Montres Rolex S.A. mit der in Genf beheimateten Rolex SA.

## Unternehmensgeschichte

### Erste Uhrenproduktion in London (1905)
Rolex wurde von dem Deutschen Hans Wilsdorf gegründet. Als Wilsdorf 1893 mit zwölf Jahren Vollwaise wurde, kam er ins Internat nach Coburg. Im Internat lernte Wilsdorf einen Schweizer kennen, durch dessen Vermittlung er mit 19 Jahren nach La Chaux-de-Fonds kam, um dort im Uhrenexportgeschäft von Cuno Kourten als Fremdsprachenkorrespondent zu arbeiten. Im Uhrenexportgeschäft Kourten bestellte Wilsdorf Taschenuhren bei Uhrmachermeistern und liess sie vom Observatorium Neuenburg prüfen. Die geprüften Uhren bekamen ein Ganggenauigkeitszeugnis und wurden dann von Wilsdorf nach Grossbritannien exportiert.
1905 beschloss Hans Wilsdorf selbst in das Vereinigte Königreich auszuwandern, um sich in London mit seinem Schwager Alfred Davis selbständig zu machen. Gemeinsam gründeten sie in London die Firma Wilsdorf & Davis.
Wilsdorf & Davis stellte Edelstahlgehäuse her und importierte vom Schweizer Uhrwerkshersteller Jean Aegler aus Biel mechanische Uhrwerke. In London wurden dann die Gehäuse mit den Uhrwerken montiert, um sie als Original Schweizer Uhren anbieten zu können. Wilsdorf erkannte lange vor seinen Mitbewerbern einen lukrativen Markt für Armbanduhren, die bis Anfang der 1920er-Jahre wenig verbreitet waren und hauptsächlich von Frauen als Schmuck getragen wurden. Männer trugen in dieser Zeit hauptsächlich Taschenuhren. Zudem glaubte man, dass es für die kleineren Armbanduhren keine Uhrwerke gäbe. Herrmann Aegler vom Uhrwerkshersteller Aegler versprach Hans Wilsdorf, die passenden kleinen Uhrwerke zu liefern. Aegler und Wilsdorf waren jahrzehntelange Geschäftspartner, die ihre Geschäfte noch mit Handschlag besiegelten. Ein schriftlicher Vertrag für die Zusammenarbeit existierte nie.

### Name (1908)
Anfang der 1900er Jahre wurden die meisten Taschenuhren ohne Herstellernamen auf dem Ziffernblatt produziert. Diese damals gängige Praxis stellte die junge Firma Wilsdorf & Davis vor die Herausforderung, um ihre Uhren bekannt zu machen.

«Ich wusste aber, dass es für uns keine Zukunft geben würde, wenn es uns nicht gelänge, unsere Uhr unter ihrem eigenen Namen bekannt zu machen. Der erste Schritt war die Wahl des Namens selbst. Er war so kurz und dabei so einprägsam, dass daneben auf dem Zifferblatt der Name des englischen Uhrengeschäftes noch genügend Platz hätte. Was aber besonders wertvoll ist: Rolex tönt gut, ist leicht zu behalten und wird zudem in allen europäischen Sprachen gleich ausgesprochen.»

Wilsdorf & Davis war der erste Uhrenhersteller, der einen Markennamen auf das Ziffernblatt druckte. Diese Markenführung wurde langsam vollzogen, so dass in den 1930er Jahren noch Armbanduhren ohne Rolex-Aufdruck verkauft wurden.

«Ich (Hans Wilsdorf) versuchte, die Buchstaben des Alphabets in alle Richtungen zu kombinieren – mit dem Ergebnis, dass ich nach einiger Zeit Hunderte von Namen zur Verfügung hatte, aber mit keinem wirklich zufrieden war. Eines Morgens, ich saß gerade auf dem Oberdeck des Pferdeomnibusses, der die Cheapside in der City of London entlangfuhr, flüsterte mir ein guter Geist zu: ROLEX.»

Historisch belegt ist, dass Hans Wilsdorf am 2. Juli 1908 im Londoner Patent- und Markenamt unter der Nummer 24.001 den Namen ROLEX als offizielle Marke registriert hat.

### Unternehmensgründungen in Biel (1913) und Genf (1920)
Um die hohen Einfuhrzölle während des Ersten Weltkrieges zu umgehen, verlegte Wilsdorf 1915 den Unternehmenssitz von London nach Biel. Weil kriegsbedingt wichtige Absatzmärkte im Ausland wegbrachen, konzentrierte sich Wilsdorf zu dieser Zeit darauf, Rolex als neue Marke in der Schweiz zu etablieren. Die Unternehmensverlagerung während der Kriegszeit war anspruchsvoller und zeitintensiver als geplant.
Am 26. September 1913 wurde in Biel die Manufacture des Montres Rolex S.A. in das Handelsregister eingetragen. In der Uhrenstadt Biel werden seither die mechanischen Rolex-Uhrwerke gefertigt.
Am 17. Februar 1920 liess Wilsdorf in Genf seine Uhrenfirma als Montres Rolex SA mit der Nummer CH-660.0.012.920-4 in das Handelsregister eintragen. Zu diesem Zeitpunkt war Wilsdorf Inhaber und verantwortlich für die Geschäftsführung von Rolex.
In den folgenden Jahrzehnten bestanden mit Rolex Biel und Rolex Genf zwei rechtlich selbständige Unternehmen, die vertraglich miteinander verbunden waren. 2004 schlossen sich die beiden Unternehmen rechtlich zusammen. Der Hauptsitz des Uhrenkonzerns ist seither in Genf. In Biel werden weiterhin die Uhrwerke hergestellt.

### Wasserdichte Uhren (1927)
1926 stellte Rolex der Öffentlichkeit die erste patentierte wasserdichte Uhr unter dem Namen Oyster vor. Die Londoner Sekretärin Mercedes Gleitze unternahm am 7. Oktober 1927 als erste Engländerin den Versuch, den Ärmelkanal zu durchschwimmen. Wilsdorf erkannte die Chance, seine neue Uhr einer breiten Öffentlichkeit bekannt zu machen. Er schenkte Gleitze eine Oyster-Uhr, unter der Bedingung, sie bei ihrer Kanaldurchquerung zu tragen und so die Wasserdichtigkeit der Uhr zu beweisen. Gleitze stimmte zu. Ihr Versuch scheiterte aufgrund der widrigen Witterungsverhältnisse knapp vor dem Erreichen der französischen Küste. Die Uhr, die Gleitze beim Schwimmen um den Hals trug, überstand die Einwirkungen von Salzwasser und lief auch nach acht Stunden im kalten Wasser noch genau. Für Hans Wilsdorf war die gescheiterte Kanaldurchquerung von Mercedes Gleitze ein Werbeerfolg. Für 4000 Pfund platzierte er einen Monat später eine ganzseitige Werbeanzeige bei der englischen Tageszeitung Daily Mail, welche die Uhr bekannt machte.

### Automatischer Selbstaufzug (1931)
1931 hat Rolex zum ersten Mal in der wasserdichten Armbanduhr Oyster ein Uhrwerk mit Selbstaufzug den Perpetual eingebaut und patentieren lassen. Das ab den 1930er Jahren verwendete tonnenförmige Design ist seither weitgehend unverändert.

### Tudor als Schwestermarke (1936)
1926 gründete der Schweizer Uhrenfabrikant Philippe Hüther in Colombier (Kanton Neuenburg) die Uhrenmarke Tudor. Im Jahr 1936 erwarb Rolex-Gründer Hans Wilsdorf die Markenrechte an Tudor von Philippe Hüther. Wilsdorf hatte die Idee, eine preisgünstigere Schwestermarke neben Rolex zu etablieren.

«Mehrere Jahre lang habe ich über die Herstellung einer Armbanduhr nachgedacht, die von unseren Fachhändlern preisgünstiger verkauft werden kann als unsere Rolex, die jedoch ebenso zuverlässig ist. Nun habe ich beschlossen, eigens für die Fabrikation und Vermarktung einer solchen Uhr eine Firma zu gründen, und der Name dieser Firma lautet Montres Tudor SA.»

Tudor bietet Damen- und Herrenkollektionen an. Rolex übernahm die Garantie, den Vertrieb und den Kundendienst. Tudor nutzt neben eigenen Manufakturwerken auch zugekaufte Werke der Firma ETA SA.

### Zweiter Weltkrieg (1939–1945)
Als bekannt wurde, dass viele deutsche Offiziere im Zweiten Weltkrieg britischen Kriegsgefangenen ihre Rolex-Uhren abnahmen, um diese selbst zu tragen, ordnete Hans Wilsdorf an, «[…] dass jeder britische Soldat, der sich eine Rolex-Uhr anschaffen will, bevor er in den Krieg zieht, seine Rolex erst zu bezahlen hat, wenn sie mit ihm aus dem Krieg zurückkommt.»
Ein Jahr vor Kriegsende starb am 26. April 1944 Florence Frances May Wilsdorf-Crotty, die erste Ehefrau von Hans Wilsdorf. Im Jahr 1945 gründete Wilsdorf eine gemeinnützige Stiftung unter dem Namen Fondation Hans Wilsdorf.

### Tauchuhren und Uhren mit zweiter Zeitzone (1950er-Jahre)
1953 wurde die Submariner vorgestellt, eine Tauchuhr. Durch das Dreifachdichtungssystem Triplock erreichte die Submariner eine Wasserdichtigkeit von 100 Metern. Die Submariner ist heute bis 30 bar wasserdicht, was dem Druck einer Wassersäule von 300 Metern entspricht. Eine weitere Tauchuhr, die 1971 aus der Submariner entwickelt wurde, ist das Modell Sea-Dweller, die über ein Heliumventil für Tiefseetaucher verfügte. Sie war damals bis 610 Meter wasserdicht. Für die Erstbesteigung des Mount Everest im Jahre 1953 entwickelte Rolex das Uhrenmodell Explorer, das Temperaturunterschiede von bis zu 70 Grad Celsius verkraftete. 1954 beauftragte die US-amerikanische Fluggesellschaft Pan Am das Unternehmen Rolex, einen Zeitmesser zu entwerfen, der eine zweite Zonenzeit anzeigt. Der Hintergrund hierfür ist, dass bei Transatlantikflügen die Flieger mehrere Zeitzonen passieren. Damals musste sowohl die Weltzeit Greenwich Mean Time (GMT) als auch die Lokalzeit am Zielort verfügbar sein. Ein vierter Zeiger der GMT-Master umläuft das Zifferblatt innerhalb von 24 Stunden und zeigt die zweite Zonenzeit auf einer drehbaren Lünette, die im oberen Teil blau und im unteren rot erscheint. Am 30. September 1953 hat Rolex einen ersten Uhrentest in der Tiefsee gemacht. An der Aussenwand vom U-Boot Trieste befestigte Rolex eine Tauchuhr. Die Taucheruhr überstand damals eine Tiefe von 3150 Metern. An Bord der Trieste war der Tiefseeforscher Auguste Piccard mit seinem Sohn Jacques Piccard. Das gleiche Uhrenmodell bestand am 23. Januar 1960 einen zweiten Tiefseetest, diesmal im Marianengraben (Pazifik). Diese Uhr schaffte 10 916 Meter Wassertiefe, was dem Druck von etwa einer Tonne Gewicht pro Quadratzentimeter der Uhrenoberfläche entspricht.
Seit Ende der 1950er-Jahre ist die fünfzackige Krone, die sich über dem Schriftzug Rolex im Logo befindet, nicht verändert worden.

### Tod von Hans Wilsdorf (1960)
Am 19. September 1959 gab Wilsdorf sein erstes und einziges Fernsehgespräch. Hans Wilsdorf starb am 6. Juli 1960 im Alter von 79 Jahren auf seinem Sommersitz Escale-Fleurie in Genf. Wilsdorf war zweimal verheiratet. Die Ehen blieben kinderlos. Die zweite Ehefrau Wilsdorfs, Bertha «Betty» Wilsdorf-Mettler, starb im Jahr 1989.
Sein damaliges Millionenvermögen und die hundertprozentigen Eigentumsrechte an der Rolex SA hinterliess Wilsdorf der Hans Wilsdorf Stiftung, die noch heute Eigentümerin der Rolex SA ist.

### Quarzuhr (1960er-Jahre)
Rolex führte in den 1960er-Jahren mit dem japanischen Uhrenkonzern Seiko ein Wettrennen um die erste Quarz-Armbanduhr. Die Japaner gewannen das Rennen und präsentierten im Dezember 1969 mit der Seiko Quartz-Astron die erste serienreife Quarz-Armbanduhr. Die Schweizer präsentierten dann im April 1970 das Modell Rolex Quartz Date. Für das Quarzuhrwerk war das Oyster-Gehäuse zu gross. Die Uhr war nur in Gelb- oder Weissgold erhältlich; es wurden 900 Exemplare in Gelbgold und 99 in Weissgold gefertigt, die alle keine normalen Seriennummern, sondern die Limitierungsnummern trugen.

### Stahl-«Daytona» (seit 1969)
Zwischen 1903 und 1935 fanden am Sandstrand in Daytona (Vereinigte Staaten) regelmässig Motorsportwettbewerbe statt. Wilsdorf erkannte das Vermarktungspotenzial im Motorsport und förderte in den 1930er-Jahren den englischen Rennfahrer Malcolm Campbell. Im Jahr 1963 präsentierte Rolex den ersten Chronographen unter dem Namen Cosmograph Daytona. Chronographen wurden zu diesem Zeitpunkt schon von anderen Uhrenherstellern produziert und waren in der Uhrenbranche keine Besonderheiten.
Mitte der 1960er-Jahre waren die Daytona-Modelle wenig gefragt und wurden von vielen Rolex-Konzessionären als unbeliebte Ladenhüter verschmäht.
Durch den Film Indianapolis aus dem Jahr 1969, in dem Paul Newman eine Stahl-Daytona trägt, wurde das Uhrenmodell bekannt und zum Kultobjekt. Bei Uhrensammlern sind sogenannte Paul Newman Daytonas beliebt. Erkennungsmerkmale sind drei schwarze Totalisatoren (kleine Hilfs-Ziffernblätter), weisses Ziffernblatt hinter Plexiglas, Sekundenzeiger mit weisser Pfeilspitze, roter Schriftzug für Daytona und Minuterie, Tachymeteranzeige mit schwarzer Skalierung sowie zwei unverschraubbare Chronographendrücker ohne Flankenschutz.
Eine Daytona mit Referenz 6239 aus dem Privatbesitz von Paul Newman wurde im Jahr 2017 für umgerechnet 15,3 Millionen Euro versteigert, was der bis dahin höchste Preis war, der für eine Armbanduhr erzielt wurde.

### Standarduhrwerk
Das Rolex-Kaliber 3135, das in verschiedenen Ausgestaltungen allen Dreizeigeruhren von Rolex zugrunde liegt, ist konstruktiv auf Robustheit, Genauigkeit und lange Wartungsintervalle ausgelegt. Es weist einige konstruktive Eigenheiten auf, wie rot eloxierte Bauteile, eine Breguet-Spirale und einen Aufzugsmechanismus, bei dem die Achse der Schwungmasse in einem Sitz aus synthetischem Rubin gelagert ist (normalerweise wird der Rotormechanismus Stahl in Stahl als Kugellager gebaut). Die Reglage erfolgt nicht, wie bei den meisten mechanischen Uhrwerken, über einen Rückerzeiger, der die wirksame Länge der Spirale verändert, sondern über das Microstella-System. Die innen am Unruhreif montierten sternförmigen Muttern verändern über deren Verstellung das Trägheitsmoment der Unruh.

### Aktuelle Kaliber
Alle Kaliber, die von Rolex verbaut werden, werden von der Contrôle officiel suisse des chronomètres (COSC) als Chronometer zertifiziert.
- Rolex 2231, ohne Datum (verwendet in Oyster Perpetual)
- Rolex 3130, ohne Datum, mit Parachrom-blue-Spirale (verwendet in Submariner No Date)
- Rolex 3132, ohne Datum, mit Parachrom-blue-Spirale (verwendet in Explorer I und Oyster 39 Millimeter)
- Rolex 3135, mit Datum und Parachrom-blue-Spirale (verwendet in Submariner Date und Sea-Dweller Deepsea)
- Rolex 3235, mit Datum und Parachrom-blue-Spirale und Chronergy Hemmung und 70 Stunden Gangreserve (verwendet in Sea-Dweller – Ref. 126600 und Deepsea 126610)
- Rolex 3136, mit Datum und Parachrom-blue-Spirale (verwendet z. B. in Datejust II)
- Rolex 3156, Wochentag, mit Parachrom-blue-Spirale (verwendet in Day-Date)
- Rolex 3186, GMT-Funktion, Parachrom-blue-Spirale (verwendet in GMT-Master II 116710LN und BLNR und alter Explorer II – Ref. 16570)
- Rolex 3285, GMT-Funktion, Parachrom-blue-Spirale und Chronergy Hemmung und 70 Stunden Gangreserve (verwendet in GMT-Master II 126710BLRO)
- Rolex 3187, GMT-Funktion, separat einstellbar Parachrom-blue-Spirale und Paraflex-Antischocksystem (Kaliber bisher exklusiv verwendet in neuer Explorer II – Ref. 216570)
- Rolex 4131, Chronographen-Funktion, ohne Datum (verwendet in Cosmograph Daytona)
- Rolex 9002, mit Datum, Jahreskalender, GMT-Funktion (verwendet in Sky-Dweller)

### Sponsoring
Rolex beteiligt sich – zum Teil auch durch Werbung für die eigene Marke – an der Finanzierung von mehr als 100 Grossveranstaltungen, z. B. die Tennismeisterschaften in Wimbledon, die Verleihung der Oscars oder die Architekturbiennale in Venedig. Zudem fördert Rolex mehr als 140 Markenbotschafter, darunter den Tennisspieler Roger Federer, die Meeresbiologin Sylvia Earle und den Regisseur Martin Scorsese. Der Literaturnobelpreisträger Ernest Hemingway war Träger einer Rolex Oyster Perpetual, die er in seinem Werk Über den Fluss und in die Wälder verewigt hat. Bundeskanzler Konrad Adenauer war Besitzer einer Rolex-Uhr, möglicherweise ein Geschenk der Firma Rolex. Folgende Veranstaltungen unterstützt die Firma Rolex:
- ISAF Rolex World Sailor of the Year Awards
- America’s Cup Hall of Fame
- Rolex Fastnet Race
- Rolex Sydney Hobart Race
- Rolex Middle Sea Race
- Rolex Awards for Enterprise
- Rolex Sports Car Series
- 24-Stunden-Rennen von Le Mans
- Formel 1
- Grand Slam der Springreiter

### Akquisition Bucherer
Im August 2023 wurde bekannt, dass Rolex den weltweit größten Schmuck- und Uhrenhändler Bucherer übernimmt, falls die Zustimmung der Wettbewerbskommission erfolgt. Das Familienunternehmen Bucherer konnte keinen Nachfolger aus eigenen Reihen bestimmen, da Verwaltungsratspräsident Jörg Bucherer keine direkten Nachkommen hat. Aus diesem Grund wurde der Verkauf an Rolex vereinbart, da sich beide Unternehmen seit ihren Anfängen in einer engen Partnerschaft befinden. Die ersten Geschäftsbeziehungen hatten die Gründer Hans Wilsdorf und Carl F. Bucherer 1924 aufgebaut.

### Werksneubau in Bulle
Ende 2022 wurde bekannt, dass in Bulle FR bis 2029 eine Fabrik auf der grünen Wiese gebaut werden soll, welche als zusätzliche Produktionsstätte genutzt werde. Im Zuge der Bauarbeiten kam es zu archäologischen Ausgrabungen, bei denen u. a. eine 200 Meter lange Römerstrasse entdeckt wurde.

### Neues Modell «Land-Dweller»
Am 1. April 2025 wurde ein neues Modell – die Land-Dweller – lanciert. Bei diesem Modell wird erstmals das neue Flat Jubilee-Band, ein flaches Armband, angeboten.

## Fälschungen
Die Rolex Submariner wird häufig gefälscht. Auch von anderen Modellen gibt es viele Fälschungen.